# Protipapež Aleksander V.
Aleksander V. (rojen kot Peter Filargis, starogrško Πέτρος Φιλάργης, latinizirano: Petros Filarges, italijansko Pietro di Candia; latinsko Petrus Philarges de Candia, tudi Filargi) protipapež katoliške Cerkve,  * 1339 Iraklion, Kreta (Beneška republika, danes Grčija, † 23. maj 1423 Bologna (Papeška država, danes Italija).

## Življenjepis
Peter Filargis (Petros Filarges) se je rodil okrog 1339 od grških staršev na otoku Kreti v glavnem mestu Iraklionu. Kreta je tedaj spadala pod Beneško republiko. Družina je izhajala iz Candia Lomelina. 

Večkrat srečamo italijansko obliko njegovega imena, ki se glasi Pietro di Candia (Candia=Kreta), ali Pietro Philarghi. Kmalu je ostal sirota brez staršev. Brezdomski beraški deček v kretskem glavnem mestu, ki ni poznal niti staršev niti sorodnikov, je postal varovanec pronicljivega kapucinskega patra, od katerega je prejel osnovnošolski pouk; pod njegovim vodstvom je 1357 vstopil k frančiškanom v nekem kretskem samostanu. Mladenič je kazal izredne sposobnosti in so ga zato poslali v Italijo, kjer je mogel uživati prednosti temeljitejšega izobraževanja. Govorice, da se je rodil nekje v Italiji ali od italijanskih staršev, so brez temelja. Študije je nadaljeval v Oxfordu in na Sorboni, kjer je v Parizu postal spomladi 1381 ugleden profesor, pridigar in pisatelj. Napisal je dobre komentarje k Sentencam Petra Lombarda in poučeval teologijo na Sorboni; 1384 ga najdemo v Paviji, kjer je bil »professor in sacra pagina« (profesor v svetih vedah).
V času njegovega bivanja v Parizu je katoliško Cerkev prizadel zahodni razkol (1378-1417) in Peter je bil med pristaši Urbana VI. (rimska veja, 1375-89). Vrnil se je v Italijo, kjer se je v Paviji spoprijateljil z njenim gospodarjem Viscontijem postal vzgojitelj njegovih sinov in se povezal z lombardskimi humanisti, ki so ga začeli imenovati »il padre delle lettere« (»oče književnosti«). Visconti je vedno bolj upošteval tega sicer skromnega, vendar učenega prelata ter ljubitelja dobre mize, ki pa je bil izredno sposoben za prepričevanje svojih nasprotnikov z močjo umskih dokazov.
1385 je Gian Galeazzo Visconti dal zapreti svojega strica Barnaba in tako postal gospodar Milana in velikega dela Lombardije začenši svoj bliskoviti vzpon. Skupaj z njim se je vzpenjal tudi Filaris, ki mu je Gian zaupal važne mirovne misije. Po njegovem posredovanju je postal (5. oktobra 1388) škof v Piacenzi, Vicenzi (23. januarja 1388) – ki jo je Visconti osvojil leto prej –, in Novari (18. septembra 1389). Tu je navezal prijateljstvo z lombardijskim humanistom Ubertom Decembriom, ki si ga je vzel za tajnika in ga spodbujal k učenju grščine, ki so jo humanisti zelo upoštevali. 1392 je uspešno opravil pomembno mirovno nalogo v Genovi, nato pa tudi v Florenci, ki je postala središče humanističnega gibanja.
1394 ga je poslal Visconti v Prago, kjer se je srečal s kraljem Venčeslavom in z lahkoto – kljub nasprotovanjem viskokih osebnosti – pridobil 10. maja 1395 za svojega gospodarja naslov vojvoda, zase prinčevski, a za tajnika, ki ga je pri tem poslanstvu spremljal, grofovski naslov, tako da je njuna vrnitev v Milan poleti 1396 pomenila pravo zmagoslavje.  Po tem je dosegel mirovni sporazum za svojega gospodarja 1398 z Mantovo, a 31. marca 1399 z Benetkami, ki so ga podpisali v Pisi. 17. maja 1402 – malo pred svojo smrtjo – je Gian Galeazzo dosegel njegovo imenovanje za nadškofa v Milanu. 

Zahodni razkol je že četrt stoletja burkal Cerkev, a Petru se je zdelo, da bosta papeški veji le prišli do soglasja. Filargis je bil sicer navezan na Francijo in naklonjen Parizu, vendar je ostal zvest rimski veji, za kar ga je Inocenc VII. nagradil in ga imenoval 12. junija 1405 za kardinala-duhovnika pri Santi XII Apostoli. Izkoristil je njegove sposobnosti in prijateljstvo z Viscontijem pri imenovanju za papeškega odposlanca v Lombardiji.

Ko je postal kardinal, je posvetil vse svoje moči cerkveni edinosti, kljub dvema med seboj tekmujočima papežema. On je bil eden glavnih pobudnikov za sklicanje Pisanskega koncila; s tem si je nakopal nejevoljo Gregorja XII., da mu je odvzel nadškofovsko in kardinalsko dostojanstvo. 

### Pisanski koncil
Glasovi od vseh strani, ki so zahtevali edinost v Cerkvi, so postajali vse močnejši. Okoli 100 škofov in 24 kardinalov, ki so zapustili rimskega oziroma avignonskega papeža, se je 1409 zbralo na vesoljnem cerkvenem zboru v Pisi. Benedikt XIII. in Gregor XII. sta sicer tudi sklicala svoja koncila v Perpignanu in Čedadu; vendar je bila pozornost krščanstva usmerjena na številčno daleč bolj zastopan Pisanski koncil, ki ga pa ne prištevamo med vesoljne cerkvene zbore, ker ga ni sklical in potrdil (zakonito izvoljeni) papež. Oporekanja svetorimskega kralja Ruperta in riminskega kneza Malatesta so naletela le na posmeh in zasramovanje.
Koncil so torej sklicali kardinali, ki so odpadli od rimskega papeža in avinjonskega protipapeža. Najprej ga je vodil kardinal Guy de Malsec.
Uvodno besedo je imel kardinal Peter Filargis, ki je pojasnil razloge za sklicanje koncila brez papeža; on je postal tukaj vodilna osebnost, ki v uvodu ni le obsodil trmoglavosti papežev-tekmecev, ampak je uspešno predsedoval tudi seji teologov, ki so po številnih obtožbah na njun račun obsodili oba papeža. 
Priznati je treba, da je bil kljub pravnim pomanjkljivostim ta koncil veličastno zborovanje, saj se je koncilskim očetom pridružilo kar 700 teologov in cerkvenih pravnikov. Udeleženci koncila so na temelju starih cerkvenih kanonov oba papeža razglasili za heretika ali krivoverca in razkolnika, ker ju drugače ne bi mogli odstaviti. To so storili 5. junija 1409 med 15. koncilsko sejo. 26. junija pa so izvolili novega papeža, in sicer ravno milanskega nadškofa Petra Filargija, ki so ga ljudstvo, duhovščina in vladarji sprejeli z velikim navdušenjem. Bil je sicer že v letih, sporazumna osebnost torej, ker ni bil ne Francoz ne Italijan, ampak Grk. Kot novoizvoljeni Aleksander V., ki ga je kmalu  sprejela skoraj cela Evropa, je nato vodil koncil in potrdil njegove sklepe.  
Ker se rimski in avignonski papež nista hotela odpovedati, je zdaj imela Cerkev kar tri papeže; iz »omražene dvojnosti« je nastala »prekleta trojnost«. Večji del krščanstva je sicer sprejel Aleksandra, koncil pa kljub temu ni mogel izvesti zaželene prenove Cerkve. 

### Dela
V Parizu je 1380 dokončal komentarje »Super libros sentetntiarum« Petra Lombarda, na temelju česar je dosegel magisterij. Te opombe so se po takratni Evropi zelo razširile, kar dokazujejo mnogi ohranjeni rokopisi.
Prvo dejanje papeževanja grškega papeža je obstajalo v zelo velikodušnem in hudo kritiziranem podeljevanju škofovstva, milosti in nadarbin prijateljem in prosilcem. Pravzaprav pa niti Pisanski koncil ni upošteval obnovitvenih načel, ki jih je tolikokrat zagovarjal in potrdil. Preden se je končal, je namreč avgusta 1409 izglasoval potrditev vseh nadarbin in privilegijev soudeležencem; tudi to očitajo Aleksandru. Hude obsodbe je izzvala tudi bula z dne 12. oktobra 1409, s katero je pontifik nakopičil ugodnosti (beneficia) manjšim bratom, svojemu redu; vznejevoljil ni le škofijske duhovščine, ampak tudi pariško Sorbono.

## Smrt in spomin
Aleksandrov pontifikát ni trajal niti vse leto. Umrl je 3. maja 1410 v Bologni. Njegova smrt je ovita v tenčico skrivnosti. Po njegovi nenadni smrti se je razširila govorica – ki ni bila nikoli dokazana – da ga je zastrupil njegov naslednik Janez XXIII.
Pokopali so ga v tamkajšnji cerkvi Sv. Frančiška, in mu postavili prekrasen spomenik, ki so ga razdrli Francozi 1807; strokovno pa so ga obnovili leta 1889 pod vodstvom Leona XIII. in še danes čuva njegove ostanke.

### Spomin
- Pivsko družbo »Papi« v oxfordskem Greyfriars-u je po izročilu ustanovil Peter Filargis v času svojega bivanja na univerzi. Z zaprtjem Greyfriarsa 2008 se včlanjujejo v družbo študentje iz Regent Park College-a v Oxfordu.
- Pri štetju naslednjih papežev z imenom Aleksander so šteli kar naprej iz dveh razlogov: ker so nekateri šteli Aleksandra V. med zakonite papeže; pa tudi zato, da bi se izognili zmedi, ki vlada, kjer imata papež in protipapež isto ime in isto številko; Rodrigo Borgia je tako privzel papeško ime Aleksander VI. [14]

### Ocena
Peter Filargis se po prihodu iz Pariza 1384 ni več umaknil iz severne Italije vse do smrti. Ta človek, s široko in vseobsežno omiko, izvedenec v svojem rodnem jeziku grščini, ki je študiral na največjih univerzah tedanjega časa, v Parizu in Oxfordu, je prinesel v Italijo novo in bogato kulturno vrenje - humanizem. Za skoraj tri desetletja je bil eden od glavnih osebnosti v intelektualnem in političnem življenju sodobne Lombardije.
Še ko je ležal na smrtni postelji, je Aleksander V. uveljavljal pred zbranimi kardinali zakonitost svoje izvolitve in povabil navzoče, naj storijo vse, da bi dosegli enotnost Cerkve, za dosego katere ga je tudi bil izvolil Pisanski koncil. Cerkev vendarle meni, da je Aleksander V. protipapež, ker koncil v Pisi ni imel oblasti samosklicanja, niti odstavljanja zakonitega papeža, in končno tudi ne postavljanja novega papeža, dokler je stari še živel.